# Wandearah East
Wandearah East är en ort i Australien. Den ligger i regionen Port Pirie Regional Council och delstaten South Australia, omkring 180 kilometer norr om delstatshuvudstaden Adelaide. Orten hade 95 invånare år 2021.
Närmaste större samhälle är Crystal Brook, omkring 14 kilometer öster om Wandearah East.